# 긴테쓰토미다역
긴테쓰토미다역(일본어: 近鉄富田駅)은 일본 미에현 욧카이치시에 위치한 긴키 닛폰 철도 · 산기 철도의 철도역이다. 긴테쓰 나고야선의 소속역이며, 이 역을 기.종점으로 하는 산기 철도 산기선등 2개의 노선이 운행 중이다. 긴테쓰의 역 번호는 E 17이며, 단선 · 섬식의 형태를 합친 2면 3선 구조의 복합 승강장을 갖춘 지상역이다.

## 타는 곳
| 1 | E 나고야선 | 하행 | 욧카이치 · 오사카 · 고베 ‥ 가시코지마 방면 |
| 2 | E 나고야선 | 상행 | 구와나 · 나고야 방면                       |
| 3 | ■ 산기선   | -    | 호보 · 다이안 · 니시후지와라 방면          |

## 이용 현황
| 연도 | 긴테쓰 | 산기 철도 |
| ---- | ------ | --------- |
| 1997 | 9,273  | 4,001     |
| 1998 | 9,148  | 4,032     |
| 1999 | 9,150  | 3,914     |
| 2000 | 9,176  | 3,891     |
| 2001 | 9,025  | 3,859     |
| 2002 | 8,731  | 3,731     |
| 2003 | 8,715  | 3,734     |
| 2004 | 8,777  | 3,765     |
| 2005 | 8,863  | 3,796     |
| 2006 | 8,917  | 3,760     |
| 2007 | 8,974  | 3,841     |
| 2008 | 9,068  | 3,916     |
| 2009 | 8,962  | 3,738     |
| 2010 | 9,105  | 3,745     |
| 2011 | 9,179  | 3,614     |
| 2012 | 9,344  | 3,758     |
| 2013 | 9,578  | 3,839     |
| 2014 | 9,261  | 3,688     |
| 2015 | 9,510  | 3,730     |

## 역 주변
- 미에현도 제8호선
- 모치부쿠성 터
- 도미다성 터
- 욧카이치 시청 오야치 지구 시민 센터
- 욧카이치 시청 도미다 지구 시민 센터
- JR 도카이 간사이 본선 도미다역
- 미에현도 제520호선

## 화랑

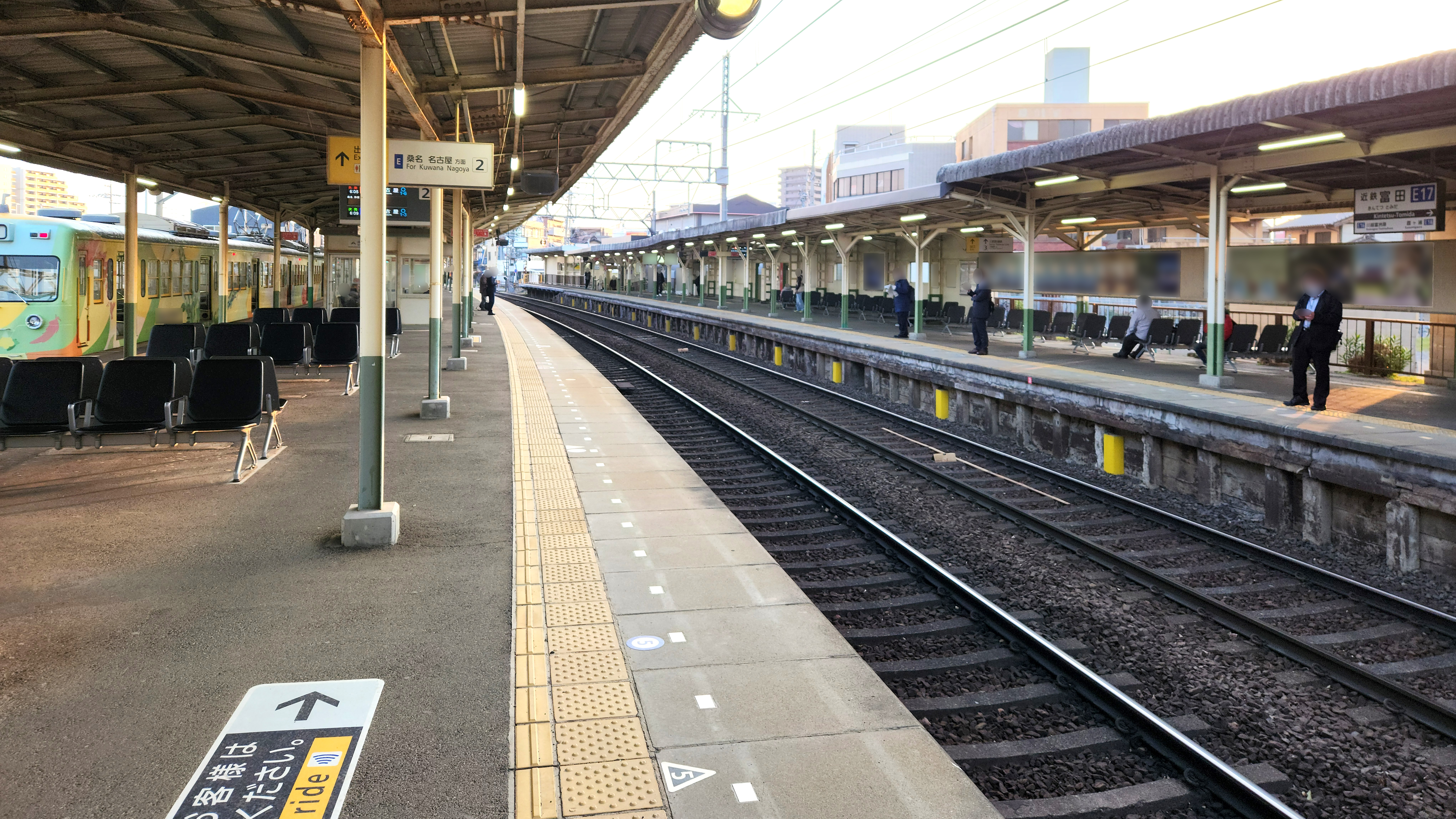
긴테츠 나고야선의 승강장(2025년 4월 17일)
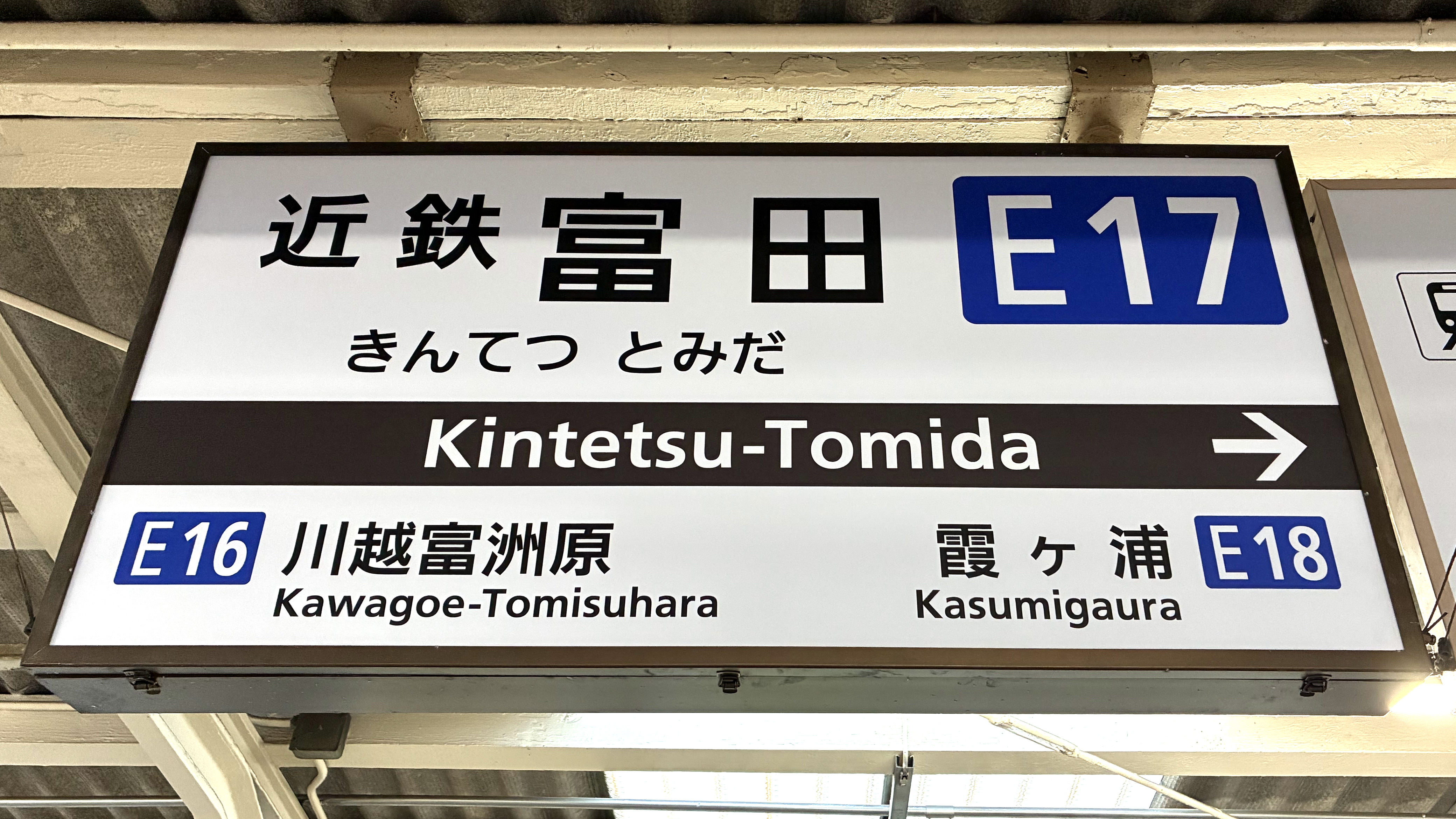
긴테츠 나고야선의 역명판(2025년 4월 17일)
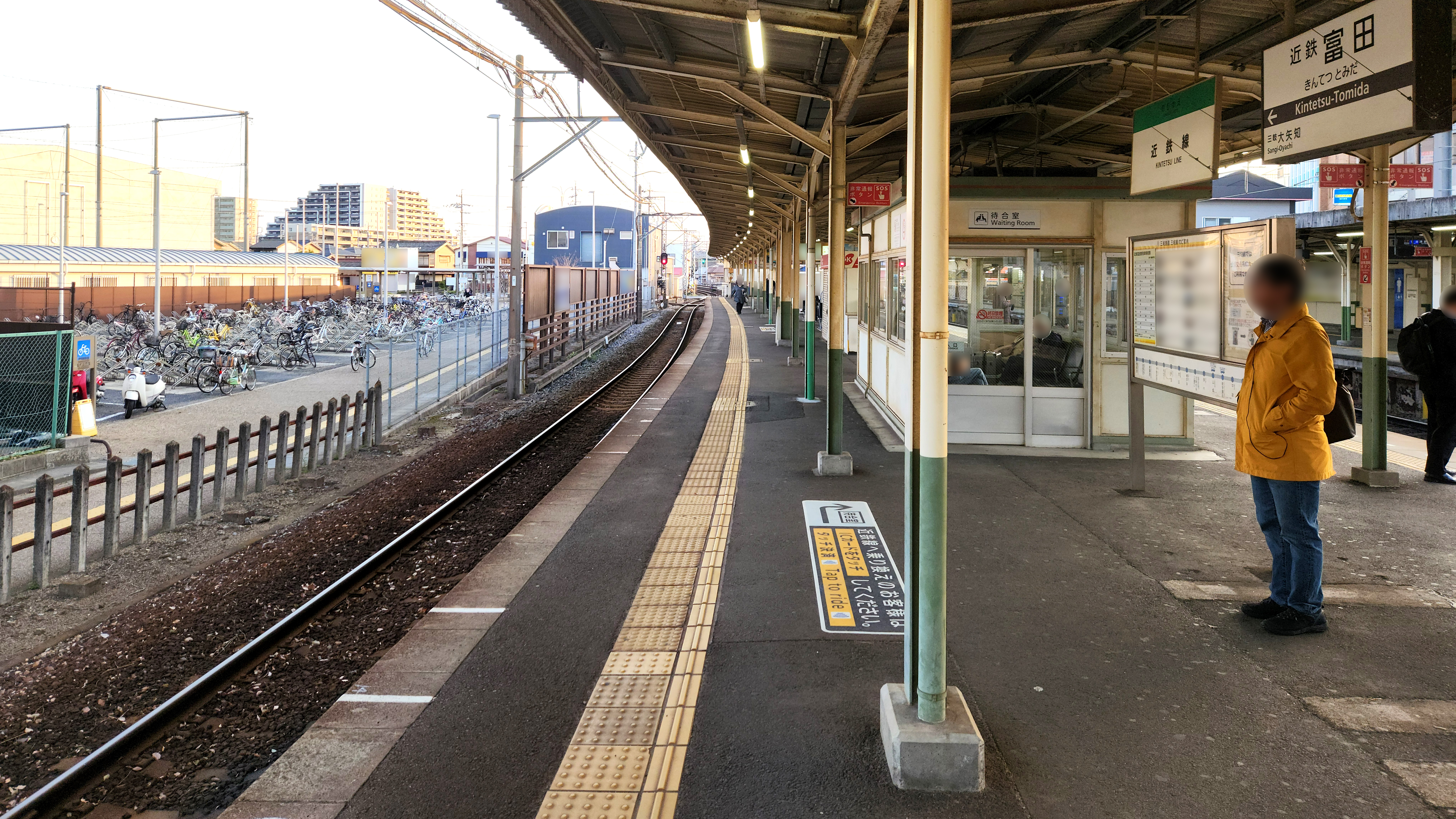
산기선의 승강장(2025년 4월 17일)
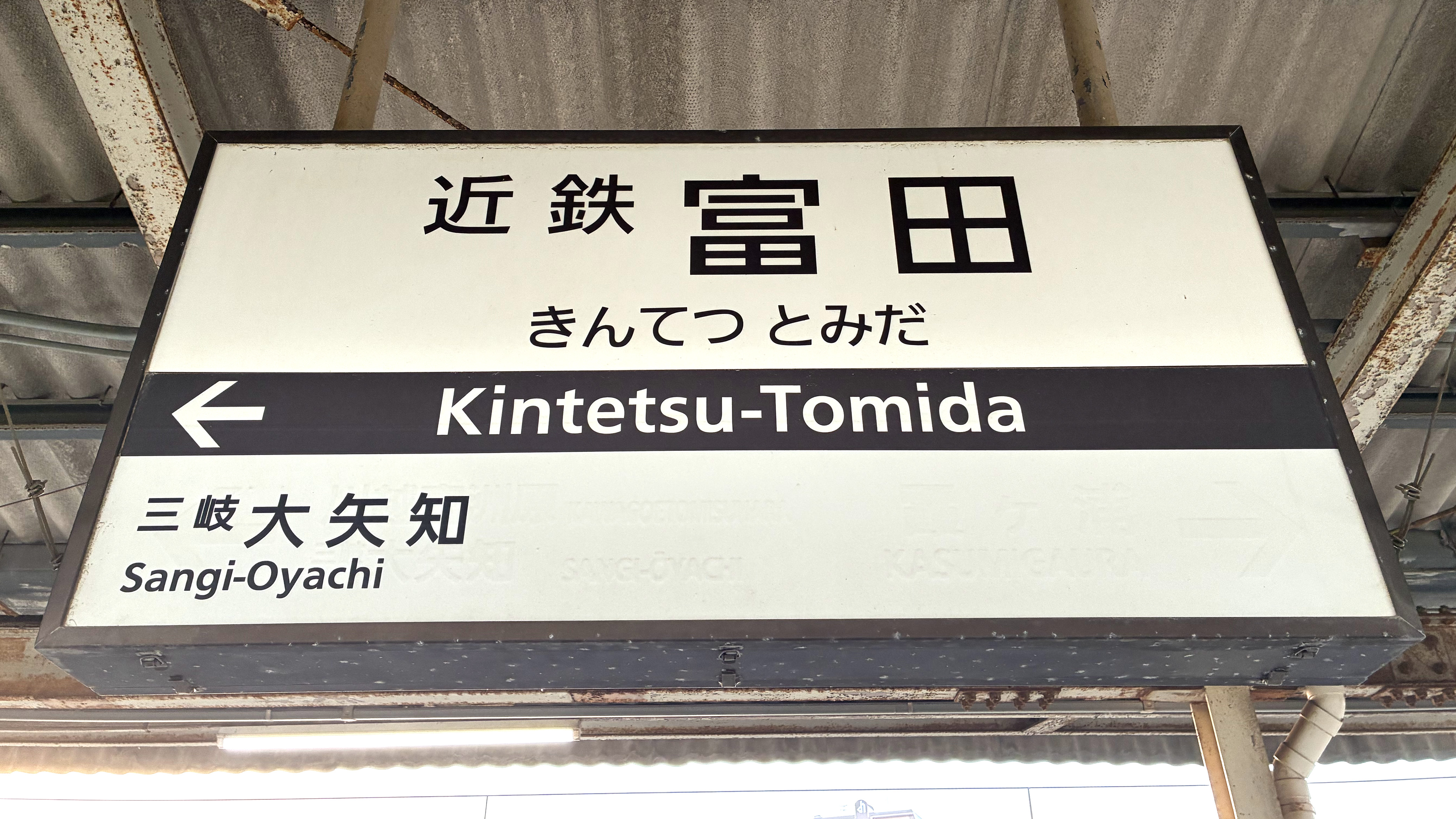
산기선의 역명판(2025년 4월 17일)

## 인접 역
| 긴키 닛폰 철도 E 나고야선                | 긴키 닛폰 철도 E 나고야선 | 긴키 닛폰 철도 E 나고야선            |
| ---------------------------------------- | ------------------------- | ------------------------------------ |
| E13 구와나 긴테쓰나고야 방면             | ■ 급행                    | 긴테쓰욧카이치 E21 이세나카가와 방면 |
| E16 가와고에토미스하라 긴테쓰나고야 방면 | ■ 준특급 · ■ 보통         | 가스미가우라 E18 이세나카가와 방면   |
| 산기 철도 산기선                         |                           |                                      |
| 시·종착역                                | ■ 산기 선                 | 오야치 니시후지와라 방면             |